# Kasztelania chrzanowska
     Kasztelania chrzanowska w granicach według Rafała Malika

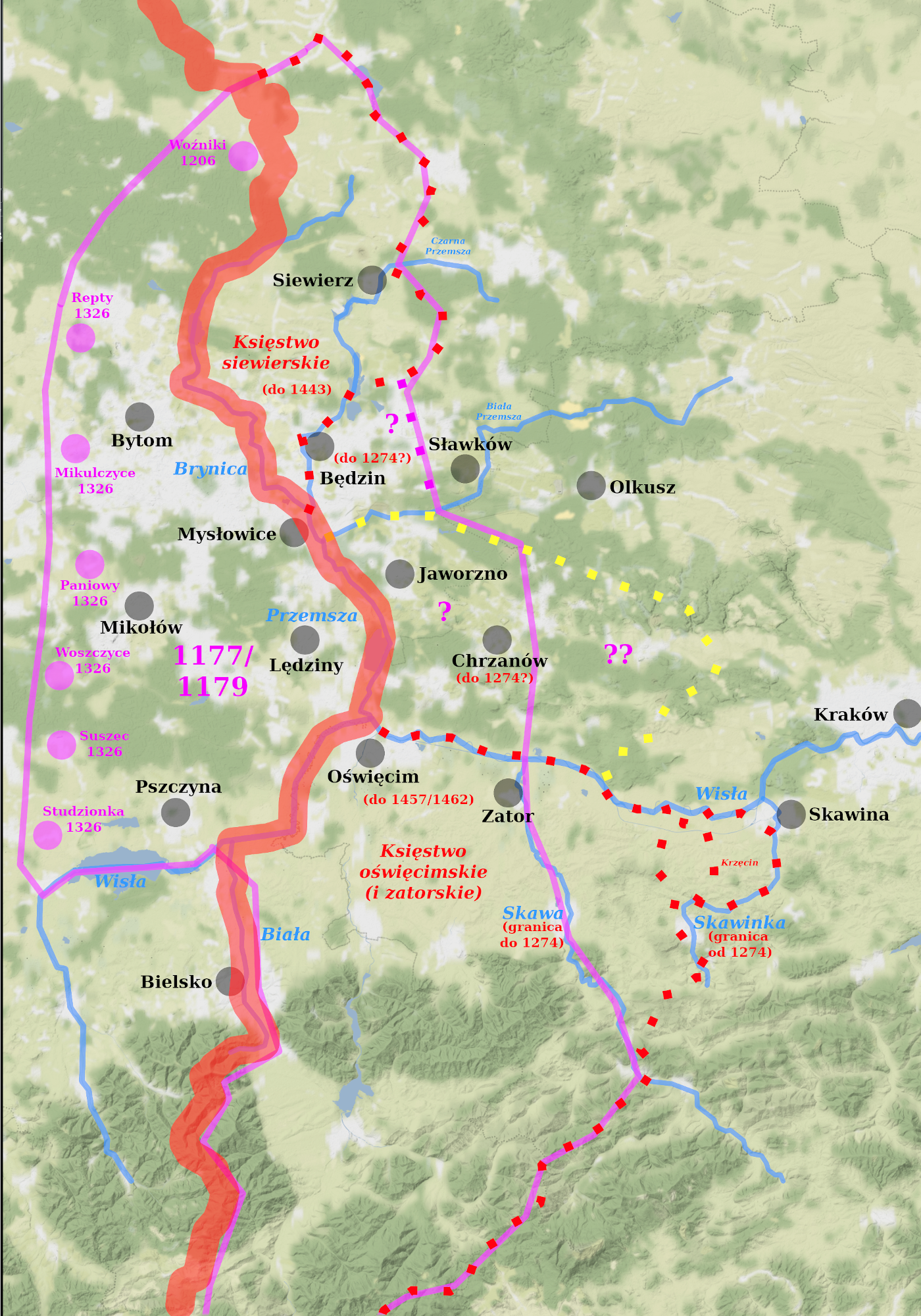
Kasztelania chrzanowska w granicach według Rafała Malika w kontekście średniowiecznego pogranicza śląsko-małopolskiego

Kasztelania chrzanowska – średniowieczna kasztelania z siedzibą w Chrzanowie.
Powstała prawdopodobnie pomiędzy 1228 a 1243, przy czym data początkowa jest pierwszą wzmianką Chrzanowa a końcowa pochodzi z falsyfikatu wystawionego na początku XIV wieku. W latach 1258 i 1260–1268 wymieniani byli kasztelanowie Dobiesław i Sułko. Ostatnia wzmianka pochodzi z 1287, kiedy wymieniono z nazwy Byczynę (obecnie dzielnicę Jaworzna).
Pierwsza rzekoma wzmianka Chrzanowa z falsyfikatu datowanego na 1228 sugerowała polityczną przynależność miejscowości do księstwa opolskiego. Stąd w literaturze spotkać się można z tezą politycznej przynależności regionu do Śląska a przyjmowaną datą końcową tej przynależności miał być rok 1274 (w samym dokumencie występuje błędny rok 1278), kiedy to śląską granicę na południe od Wisły przesunięto ze Skawy do Skawinki z wyjątkiem tzw. korytarza radwanickiego. Jednak Rafał Malik wskazuje, że wymieniani wówczas urzędnicy wywodzili się jednak z Krakowa bez związków z rodem książąt opolskich, podając w wątpliwość przynależność do Śląska w ogóle. Wyklucza to również Jerzy Rajman i jednoznacznie interpretuje wzmianki z XIII wieku jako dowodzące przynależność kasztelanii chrzanowskiej do ziemi krakowskiej, przy czym nie uważa, że południowa granica kasztelanii opierała się na Wiśle, gdzie na lewym, północnym brzegu znajdowały się miejscowości należące raczej do kasztelanii oświęcimskiej.
Zdaniem Malika na zachodzie granica kasztelanii opierała się o rzekę Przemszę (za nią znajdowała się tzw. Enklawa Imielińska, która w 1391 została przejęta przez kasztelanię sławkowską), wschodnia rubież opierała się o Garb Tenczyński, natomiast południową granicę stanowiłaby rzeka Wisła.